# 7. etape af Giro d'Italia 2021
7. etape af Giro d'Italia 2021 er en 178 km lang flad etape, som køres den 14. maj 2021 med start i Notaresco og mål i Termoli.

## Resultater

### Etaperesultat
| \| Etaperesultat \| Etaperesultat \| Etaperesultat \| Etaperesultat \| Etaperesultat \| \| Rytter \| Rytter \| Hold \| Tid \| \| \| ------------- \| ----------------- \| ---------------------------------- \| ------------- \| ------------- \| \| 1. \| Caleb Ewan \| Lotto-Soudal \| 4t 42' 12" \| \| \| 2. \| Davide Cimolai \| Israel Start-Up Nation \| + 0" \| \| \| 3. \| Tim Merlier \| Alpecin-Fenix \| + 0" \| \| \| 4. \| Matteo Moschetti \| Trek-Segafredo \| + 0" \| \| \| 5. \| Andrea Pasqualon \| Intermarché-Wanty-Gobert Matériaux \| + 0" \| \| \| 6. \| Fernando Gaviria \| UAE Team Emirates \| + 0" \| \| \| 7. \| Dylan Groenewegen \| Jumbo-Visma \| + 0" \| \| \| 8. \| Max Kanter \| Team DSM \| + 0" \| \| \| 9. \| Filippo Fiorelli \| Bardiani CSF Faizanè \| + 0" \| \| \| 10. \| Sebastián Molano \| UAE Team Emirates \| + 0" \| \| |                   |                                    |            |
| |                   |                                    |            |
| Kilde: ProCyclingStats |                   |                                    |            |
| Etaperesultat |                   |                                    |            |
| Rytter | Rytter            | Hold                               | Tid        |
| 1. | Caleb Ewan        | Lotto-Soudal                       | 4t 42' 12" |
| 2. | Davide Cimolai    | Israel Start-Up Nation             | + 0"       |
| 3. | Tim Merlier       | Alpecin-Fenix                      | + 0"       |
| 4. | Matteo Moschetti  | Trek-Segafredo                     | + 0"       |
| 5. | Andrea Pasqualon  | Intermarché-Wanty-Gobert Matériaux | + 0"       |
| 6. | Fernando Gaviria  | UAE Team Emirates                  | + 0"       |
| 7. | Dylan Groenewegen | Jumbo-Visma                        | + 0"       |
| 8. | Max Kanter        | Team DSM                           | + 0"       |
| 9. | Filippo Fiorelli  | Bardiani CSF Faizanè               | + 0"       |
| 10. | Sebastián Molano  | UAE Team Emirates                  | + 0"       |

### Klassement efter etapen
| \| Samlede stilling \| Samlede stilling \| Samlede stilling \| Samlede stilling \| Samlede stilling \| \| Rytter \| Rytter \| Hold \| Tid \| \| \| ---------------- \| ---------------- \| ---------------------- \| ---------------- \| ---------------- \| \| 1. \| Attila Valter \| Groupama-FDJ \| 26t 59' 18" \| \| \| 2. \| Remco Evenepoel \| Deceuninck-Quick Step \| + 11" \| \| \| 3. \| Egan Bernal \| Ineos Grenadiers \| + 16" \| \| \| 4. \| Aleksandr Vlasov \| Astana-Premier Tech \| + 24" \| \| \| 5. \| Louis Vervaeke \| Alpecin-Fenix \| + 25" \| \| \| 6. \| Hugh Carthy \| EF Education-Nippo \| + 38" \| \| \| 7. \| Damiano Caruso \| Bahrain Victorious \| + 39" \| \| \| 8. \| Giulio Ciccone \| Trek-Segafredo \| + 41" \| \| \| 9. \| Daniel Martin \| Israel Start-Up Nation \| + 47" \| \| \| 10. \| Simon Yates \| BikeExchange \| + 49" \| \| |                  |                        |             |
| |                  |                        |             |
| Kilde: ProCyclingStats |                  |                        |             |
| Samlede stilling |                  |                        |             |
| Rytter | Rytter           | Hold                   | Tid         |
| 1. | Attila Valter    | Groupama-FDJ           | 26t 59' 18" |
| 2. | Remco Evenepoel  | Deceuninck-Quick Step  | + 11"       |
| 3. | Egan Bernal      | Ineos Grenadiers       | + 16"       |
| 4. | Aleksandr Vlasov | Astana-Premier Tech    | + 24"       |
| 5. | Louis Vervaeke   | Alpecin-Fenix          | + 25"       |
| 6. | Hugh Carthy      | EF Education-Nippo     | + 38"       |
| 7. | Damiano Caruso   | Bahrain Victorious     | + 39"       |
| 8. | Giulio Ciccone   | Trek-Segafredo         | + 41"       |
| 9. | Daniel Martin    | Israel Start-Up Nation | + 47"       |
| 10. | Simon Yates      | BikeExchange           | + 49"       |

| Pointkonkurrence | Pointkonkurrence | Pointkonkurrence            | Pointkonkurrence | Pointkonkurrence |
| Rytter           | Rytter           | Hold                        | Point            |                  |
| ---------------- | ---------------- | --------------------------- | ---------------- | ---------------- |
| 1.               | Caleb Ewan       | Lotto-Soudal                | 106 point        |                  |
| 2.               | Tim Merlier      | Alpecin-Fenix               | 83 point         |                  |
| 3.               | Giacomo Nizzolo  | Qhubeka Assos               | 76 point         |                  |
| 4.               | Elia Viviani     | Cofidis                     | 69 point         |                  |
| 5.               | Davide Cimolai   | Israel Start-Up Nation      | 66 point         |                  |
| 6.               | Peter Sagan      | Bora-Hansgrohe              | 57 point         |                  |
| 7.               | Fernando Gaviria | UAE Team Emirates           | 42 point         |                  |
| 8.               | Matteo Moschetti | Trek-Segafredo              | 42 point         |                  |
| 9.               | Filippo Tagliani | Androni Giocattoli-Sidermec | 39 point         |                  |
| 10.              | Filippo Fiorelli | Bardiani CSF Faizanè        | 39 point         |                  |

| Pointkonkurrence | Pointkonkurrence | Pointkonkurrence            | Pointkonkurrence | Pointkonkurrence |
| Rytter           | Rytter           | Hold                        | Point            |                  |
| ---------------- | ---------------- | --------------------------- | ---------------- | ---------------- |
| 1.               | Caleb Ewan       | Lotto-Soudal                | 106 point        |                  |
| 2.               | Tim Merlier      | Alpecin-Fenix               | 83 point         |                  |
| 3.               | Giacomo Nizzolo  | Qhubeka Assos               | 76 point         |                  |
| 4.               | Elia Viviani     | Cofidis                     | 69 point         |                  |
| 5.               | Davide Cimolai   | Israel Start-Up Nation      | 66 point         |                  |
| 6.               | Peter Sagan      | Bora-Hansgrohe              | 57 point         |                  |
| 7.               | Fernando Gaviria | UAE Team Emirates           | 42 point         |                  |
| 8.               | Matteo Moschetti | Trek-Segafredo              | 42 point         |                  |
| 9.               | Filippo Tagliani | Androni Giocattoli-Sidermec | 39 point         |                  |
| 10.              | Filippo Fiorelli | Bardiani CSF Faizanè        | 39 point         |                  |

| Bjergkonkurrence | Bjergkonkurrence     | Bjergkonkurrence                   | Bjergkonkurrence | Bjergkonkurrence |
| Rytter           | Rytter               | Hold                               | Point            |                  |
| ---------------- | -------------------- | ---------------------------------- | ---------------- | ---------------- |
| 1.               | Gino Mäder           | Bahrain Victorious                 | 26 point         |                  |
| 2.               | Geoffrey Bouchard    | AG2R Citroën Team                  | 18 point         |                  |
| 3.               | Vincenzo Albanese    | Eolo-Kometa                        | 16 point         |                  |
| 4.               | Rein Taaramäe        | Intermarché-Wanty-Gobert Matériaux | 13 point         |                  |
| 5.               | Matej Mohorič        | Bahrain Victorious                 | 10 point         |                  |
| 6.               | Alessandro De Marchi | Israel Start-Up Nation             | 10 point         |                  |
| 7.               | Francesco Gavazzi    | Eolo-Kometa                        | 9 point          |                  |
| 8.               | Simon Pellaud        | Androni Giocattoli-Sidermec        | 9 point          |                  |
| 9.               | Egan Bernal          | Ineos Grenadiers                   | 8 point          |                  |
| 10.              | Simone Ravanelli     | Androni Giocattoli-Sidermec        | 8 point          |                  |

| Bjergkonkurrence | Bjergkonkurrence     | Bjergkonkurrence                   | Bjergkonkurrence | Bjergkonkurrence |
| Rytter           | Rytter               | Hold                               | Point            |                  |
| ---------------- | -------------------- | ---------------------------------- | ---------------- | ---------------- |
| 1.               | Gino Mäder           | Bahrain Victorious                 | 26 point         |                  |
| 2.               | Geoffrey Bouchard    | AG2R Citroën Team                  | 18 point         |                  |
| 3.               | Vincenzo Albanese    | Eolo-Kometa                        | 16 point         |                  |
| 4.               | Rein Taaramäe        | Intermarché-Wanty-Gobert Matériaux | 13 point         |                  |
| 5.               | Matej Mohorič        | Bahrain Victorious                 | 10 point         |                  |
| 6.               | Alessandro De Marchi | Israel Start-Up Nation             | 10 point         |                  |
| 7.               | Francesco Gavazzi    | Eolo-Kometa                        | 9 point          |                  |
| 8.               | Simon Pellaud        | Androni Giocattoli-Sidermec        | 9 point          |                  |
| 9.               | Egan Bernal          | Ineos Grenadiers                   | 8 point          |                  |
| 10.              | Simone Ravanelli     | Androni Giocattoli-Sidermec        | 8 point          |                  |

| Ungdomskonkurrence | Ungdomskonkurrence | Ungdomskonkurrence    | Ungdomskonkurrence | Ungdomskonkurrence |
| Rytter             | Rytter             | Hold                  | Tid                |                    |
| ------------------ | ------------------ | --------------------- | ------------------ | ------------------ |
| 1.                 | Attila Valter      | Groupama-FDJ          | 26t 59' 18"        |                    |
| 2.                 | Remco Evenepoel    | Deceuninck-Quick Step | + 11"              |                    |
| 3.                 | Egan Bernal        | Ineos Grenadiers      | + 16"              |                    |
| 4.                 | Aleksandr Vlasov   | Astana-Premier Tech   | + 24"              |                    |
| 5.                 | Daniel Martínez    | Ineos Grenadiers      | + 1' 06"           |                    |
| 6.                 | Tobias Foss        | Jumbo-Visma           | + 1' 53"           |                    |
| 7.                 | Jai Hindley        | Team DSM              | + 3' 29"           |                    |
| 8.                 | Gino Mäder         | Bahrain Victorious    | + 3t 30' 00"       |                    |
| 9.                 | Harold Tejada      | Astana-Premier Tech   | + 4t 13' 00"       |                    |
| 10.                | João Almeida       | Deceuninck-Quick Step | + 4t 49' 00"       |                    |

| Ungdomskonkurrence | Ungdomskonkurrence | Ungdomskonkurrence    | Ungdomskonkurrence | Ungdomskonkurrence |
| Rytter             | Rytter             | Hold                  | Tid                |                    |
| ------------------ | ------------------ | --------------------- | ------------------ | ------------------ |
| 1.                 | Attila Valter      | Groupama-FDJ          | 26t 59' 18"        |                    |
| 2.                 | Remco Evenepoel    | Deceuninck-Quick Step | + 11"              |                    |
| 3.                 | Egan Bernal        | Ineos Grenadiers      | + 16"              |                    |
| 4.                 | Aleksandr Vlasov   | Astana-Premier Tech   | + 24"              |                    |
| 5.                 | Daniel Martínez    | Ineos Grenadiers      | + 1' 06"           |                    |
| 6.                 | Tobias Foss        | Jumbo-Visma           | + 1' 53"           |                    |
| 7.                 | Jai Hindley        | Team DSM              | + 3' 29"           |                    |
| 8.                 | Gino Mäder         | Bahrain Victorious    | + 3t 30' 00"       |                    |
| 9.                 | Harold Tejada      | Astana-Premier Tech   | + 4t 13' 00"       |                    |
| 10.                | João Almeida       | Deceuninck-Quick Step | + 4t 49' 00"       |                    |

| Holdkonkurrence | Holdkonkurrence       | Holdkonkurrence | Holdkonkurrence |
| Hold            | Hold                  | Tid             |                 |
| --------------- | --------------------- | --------------- | --------------- |
| 1.              | Bahrain Victorious    | 80t 59' 58"     |                 |
| 2.              | Ineos Grenadiers      | + 39"           |                 |
| 3.              | Team BikeExchange     | + 2' 48"        |                 |
| 4.              | Trek-Segafredo        | + 3' 48"        |                 |
| 5.              | Deceuninck-Quick Step | + 5' 47"        |                 |
| 6.              | EF Education-Nippo    | + 6' 10"        |                 |
| 7.              | Team DSM              | + 12' 55"       |                 |
| 8.              | Movistar Team         | + 13' 46"       |                 |
| 9.              | Jumbo-Visma           | + 18' 39"       |                 |
| 10.             | Astana-Premier Tech   | + 21' 25"       |                 |

| Holdkonkurrence | Holdkonkurrence       | Holdkonkurrence | Holdkonkurrence |
| Hold            | Hold                  | Tid             |                 |
| --------------- | --------------------- | --------------- | --------------- |
| 1.              | Bahrain Victorious    | 80t 59' 58"     |                 |
| 2.              | Ineos Grenadiers      | + 39"           |                 |
| 3.              | Team BikeExchange     | + 2' 48"        |                 |
| 4.              | Trek-Segafredo        | + 3' 48"        |                 |
| 5.              | Deceuninck-Quick Step | + 5' 47"        |                 |
| 6.              | EF Education-Nippo    | + 6' 10"        |                 |
| 7.              | Team DSM              | + 12' 55"       |                 |
| 8.              | Movistar Team         | + 13' 46"       |                 |
| 9.              | Jumbo-Visma           | + 18' 39"       |                 |
| 10.             | Astana-Premier Tech   | + 21' 25"       |                 |